# نیوپدیا
نیوپدیا (به انگلیسی: Nupedia) دانشنامه‌ای تحت محیط وب و به زبان انگلیسی بود که از سال ۲۰۰۰ میلادی تا ۲۰۰۳ میلادی فعالیت می‌کرد. مقالات نیوپدیا توسط متخصصان نوشته شده و تحت اجازه‌نامهٔ محتوای آزاد منتشر می‌شد. نیوپدیا که پس از تکامل به ویکی‌پدیا تبدیل شد، توسط جیمی ویلز بنیانگذاری شد. مسئولیت ویراستاری اجرایی آن به عهدهٔ لری سنگر بود.
سرمایه نخستین دانشنامه آزاد نیوپدیا، توسط بومیس که یک پایگاه اینترنتی بر بستر دات کام بود؛ تأمین می‌شد.
نوپدیا، برخلاف ویکی‌پدیا، یک ویکی نبود؛ بلکه ویژگی اصلی آن، فرایند گسترده داوری همتا بود که برای اطمینان از کیفیت مقالات، در حد دانشنامه‌های حرفه‌ای، طراحی شده بود. هدف نوپدیا این بود که دانشگاهیان (ترجیحاً دارای مدرک دکترا) محتوای داوطلبانه ارائه دهند. پیش از توقف فعالیت، نوپدیا ۲۴ مقاله تأییدشده را که فرایند داوری را تکمیل کرده بودند، تولید کرد و ۱۵۰ مقاله دیگر نیز در دست تهیه بود. جیمی ولز، یکی از بنیان‌گذاران، شیوه انتشار آسان مقالات در ویکی‌پدیا را ترجیح می‌داد، در حالی که لری سنگر رویکرد داوری همتا نوپدیا را می‌پسندید و بعدها در سال ۲۰۰۶ سیتیزندیوم را به عنوان یک جایگزین داوری‌شده توسط متخصصان برای ویکی‌پدیا تأسیس کرد.

## تولد نوپدیا و چالش‌های اولیه
جیمی ولز در اکتبر ۱۹۹۹ به ایده یک دانشنامه آنلاین که توسط داوطلبان ساخته شود فکر کرد و در ژانویه ۲۰۰۰ لری سنگر را برای نظارت بر توسعه آن استخدام کرد. این پروژه رسماً در ۹ مارس ۲۰۰۰ راه‌اندازی شد. با این حال، تا نوامبر ۲۰۰۰، تنها دو مقاله کامل منتشر شده بود. از ابتدا، نوپدیا یک دانشنامه با محتوای آزاد بود و بومیس (شرکت ولز) قصد داشت از طریق تبلیغات آنلاین در Nupedia.com درآمدزایی کند. در ابتدا، این پروژه از مجوز اختصاصی خود، یعنی «مجوز محتوای آزاد نوپدیا» استفاده می‌کرد. در ژانویه ۲۰۰۱، به اصرار ریچارد استالمن و بنیاد نرم‌افزار آزاد، به مجوز مستندات آزاد گنو (GFDL) تغییر یافت.

## ظهور ویکی‌پدیا و تأثیر آن بر نوپدیا
همچنین در ژانویه ۲۰۰۱، نوپدیا، ویکی‌پدیا را به عنوان یک پروژه جانبی برای امکان همکاری بر روی مقالات پیش از ورود به فرایند داوری همتا آغاز کرد. این رویکرد، مورد توجه هر دو گروه قرار گرفت، زیرا ساختار کمتر بوروکراتیک را که مورد حمایت طرفداران دانشنامه GNE بود، فراهم می‌کرد و در نتیجه، GNE هرگز به‌طور کامل توسعه نیافت و تهدید رقابت بین پروژه‌ها از بین رفت. با رشد ویکی‌پدیا و جذب مشارکت‌کنندگان، این پروژه به سرعت زندگی مستقل خود را آغاز کرد و تا حد زیادی مستقل از نوپدیا عمل کرد، اگرچه سنگر در ابتدا به دلیل موقعیت خود به عنوان سردبیر نوپدیا، فعالیت در ویکی‌پدیا را رهبری می‌کرد.

## پایان نوپدیا و ادغام محتوا
ویکی‌پدیا نه تنها به توقف پروژه GNE منجر شد، بلکه به زوال تدریجی نوپدیا نیز انجامید. به دلیل فروپاشی اقتصاد اینترنت در آن زمان، جیمی ولز تصمیم گرفت در دسامبر ۲۰۰۱ بودجه‌ای را برای سردبیر حقوق‌بگیر قطع کند و سنگر نیز اندکی پس از آن از هر دو پروژه استعفا داد. پس از خروج سنگر، نوپدیا به تدریج به حاشیه رانده شد؛ از مقاله‌های نوپدیا که فرایند داوری را تکمیل کردند، تنها دو مورد پس از سال ۲۰۰۱ به این مرحله رسیدند. با کاهش فعالیت نوپدیا، ایده تبدیل آن به یک نسخه پایدار از مقالات تأیید شده ویکی‌پدیا گاهی مطرح می‌شد، اما هرگز عملی نشد. سرور نوپدیا در سپتامبر ۲۰۰۳ از کار افتاد و محتوای دانشنامه‌ای نوپدیا در ویکی‌پدیا ادغام شد.